# Natalia Chmutina

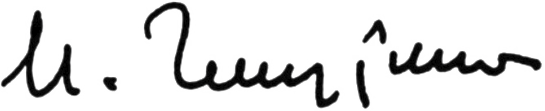
Signature de l'architecte, Natalia Chmutina.

Natalia Chmutina (en ukrainien : Наталія Чмутіна), née le 18 décembre 1912 à Kiev et décédée le 8 novembre 2005 à Kiev, est une architecte et académicienne ukrainienne. Elle est membre de l'Union nationale des architectes d'Ukraine et membre honoraire de l'Académie ukrainienne d'architecture,.

## Biographie
De 1918 à 1926, Natalia Chmutina vit avec sa grand-mère à Aramil, devenue Oblast de Sverdlovsk en Russie, où elle suit un enseignement secondaire. Plus tard, elle étudie les langues étrangères et le dessin.
Entre 1930 et 1936, elle intègre la Faculté d'architecture de l'Institut de génie civil de Kiev, devenu l'Université nationale de construction et d'architecture de Kiev, dans l'atelier de l'architecte Volodymyr Zabolotny. En 1936, elle participe en équipe à un concours pour le projet de la salle des séances du bâtiment de la Verkhovna Rada à Kiev, et remporte le premier prix.
De 1938 à 1941, Natalia Chmutina travaille comme architecte au département de la construction de l'usine de réparation d'avions № 43 à Kiev. Entre 1941 et 1944, pendant l'évacuation, elle continue à œuvrer comme architecte entre Aramil, Ivanovo et Moscou. Peu après la libération de Kiev, elle revient s'installer dans la capitale ukrainienne.
De 1946 à 1999, Natalia Chmutina  enseigne à l'Académie nationale des Beaux-arts et d'Architecture. En 1952, elle devient la première femme à recevoir le diplôme de candidat à l'architecture en URSS. Elle parle couramment l'allemand et le français et, en 1965, elle prend la parole à Paris, lors du VIIIe congrès de l'Union internationale des architectes.
En 1971, Natalia Chmutina collabore avec l'architecte A. Stukalov et Y. Chekanyuk pour "The House of furniture" Le projet, dont elle est l'auteure mêle une double performance avec la présence d'un commerce et d'un hall d'exposition reflétant les intérieurs d'appartements réels avec des exemples d'aménagements et de compositions de meubles,. Avec ce projet, elle devient l'une des pionnières du modernisme soviétique de Kiev,.
Natalia Chmutina décède en 2005, à l'âge de 92 ans. 

## Œuvres notables
- 1936 - 1937 : Restaurant "Riviera" à Kiev
- 1936 - 1939 : Le bâtiment de la Verkhovna Rada de la République socialiste soviétique d'Ukraine dans la rue Hrushevsky à Kiev, puis sa restauration à la suite de sa destruction pendant la Seconde Guerre mondiale.
- 1942 : Usine de coton à Armavir
- 1952 -1956 : Hôtel Intourist à Kiev (1952-1956)
- 1957 - 1964 : Le bâtiment de l'Union des sociétés de consommateurs (Ukoopspilka) à Kiev
- 1959 - 1964 : Hôtel Dnipro sur la place de l'Europe à Kiev
- 1962 : Hôtel Tarasova Gora à Kaniv
- 1963 - 1967 : Grand magasin de meubles "The House of furniture" à Kiev
- 1965 - 1970 : Hôtel Lybid sur la place de la Victoire à Kiev

## Reconnaissance
Le 29 novembre 2012, à l'occasion du 100e anniversaire de sa naissance, une plaque commémorative est installée sur la façade du 22 rue Volodymyrska à Kiev, où l'architecte a vécu.

## Galerie

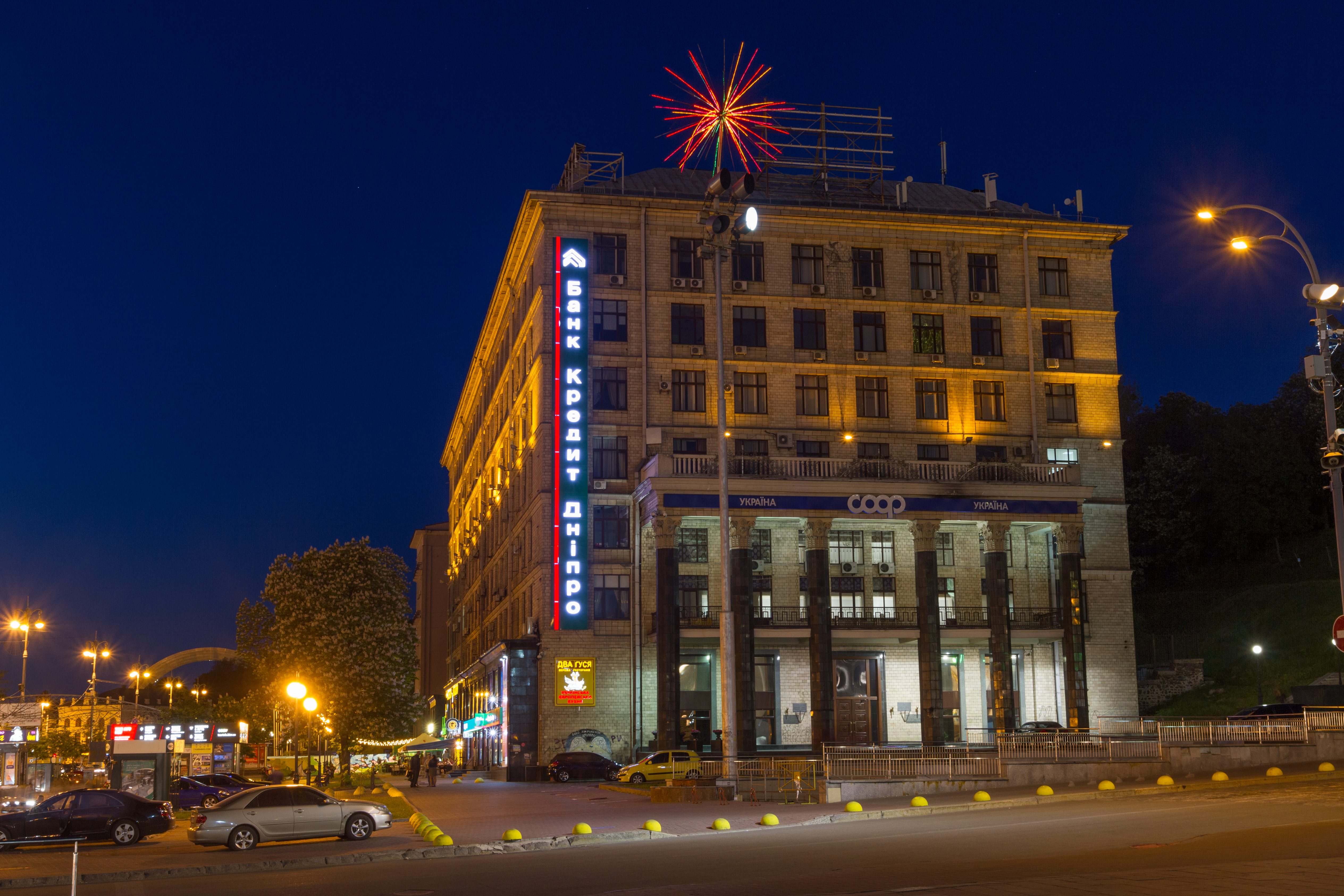
Ukoopspilka  à Kiev (1957-1964)
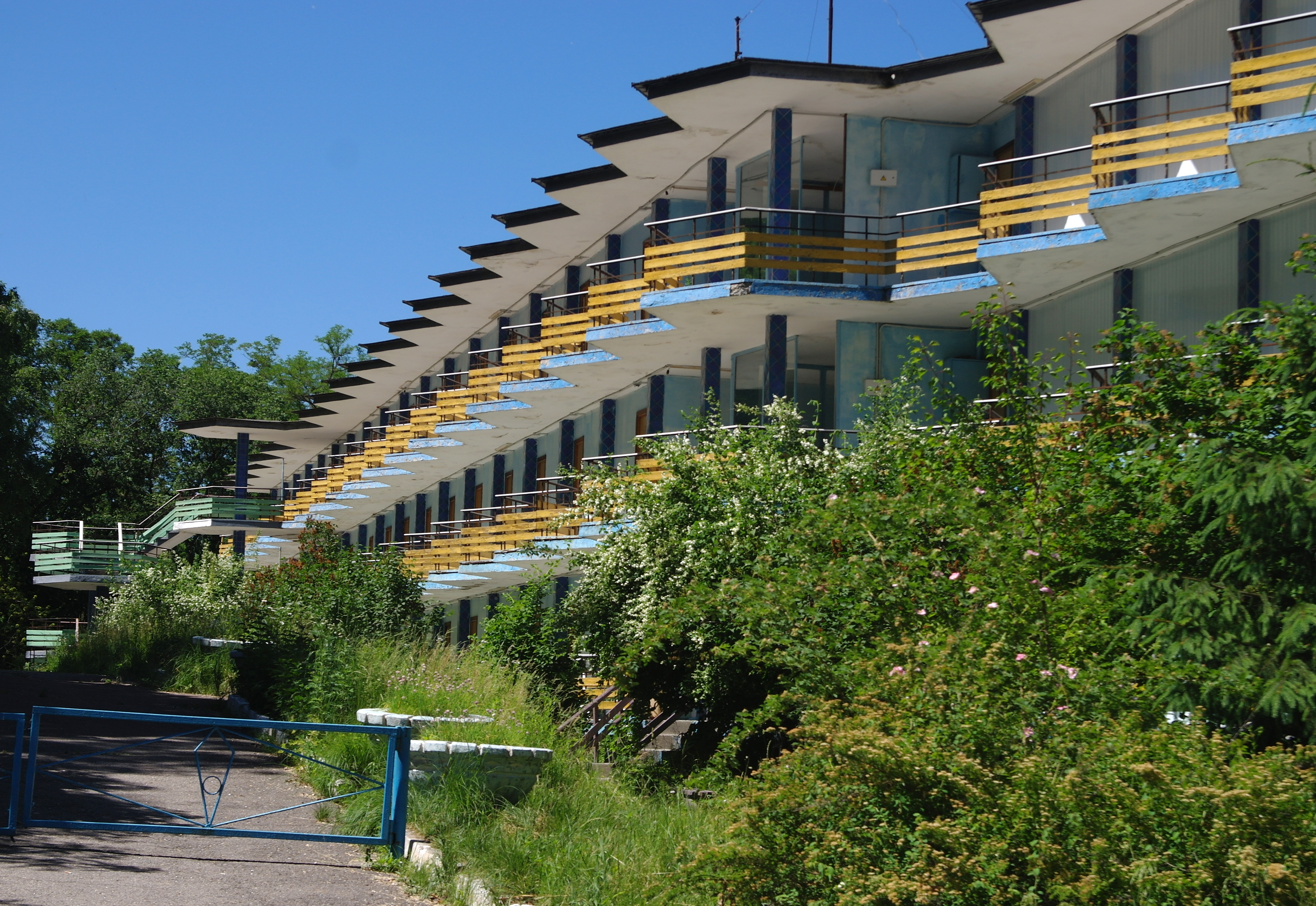
Hotel Tarasova Gora à Kaniv en 1962.
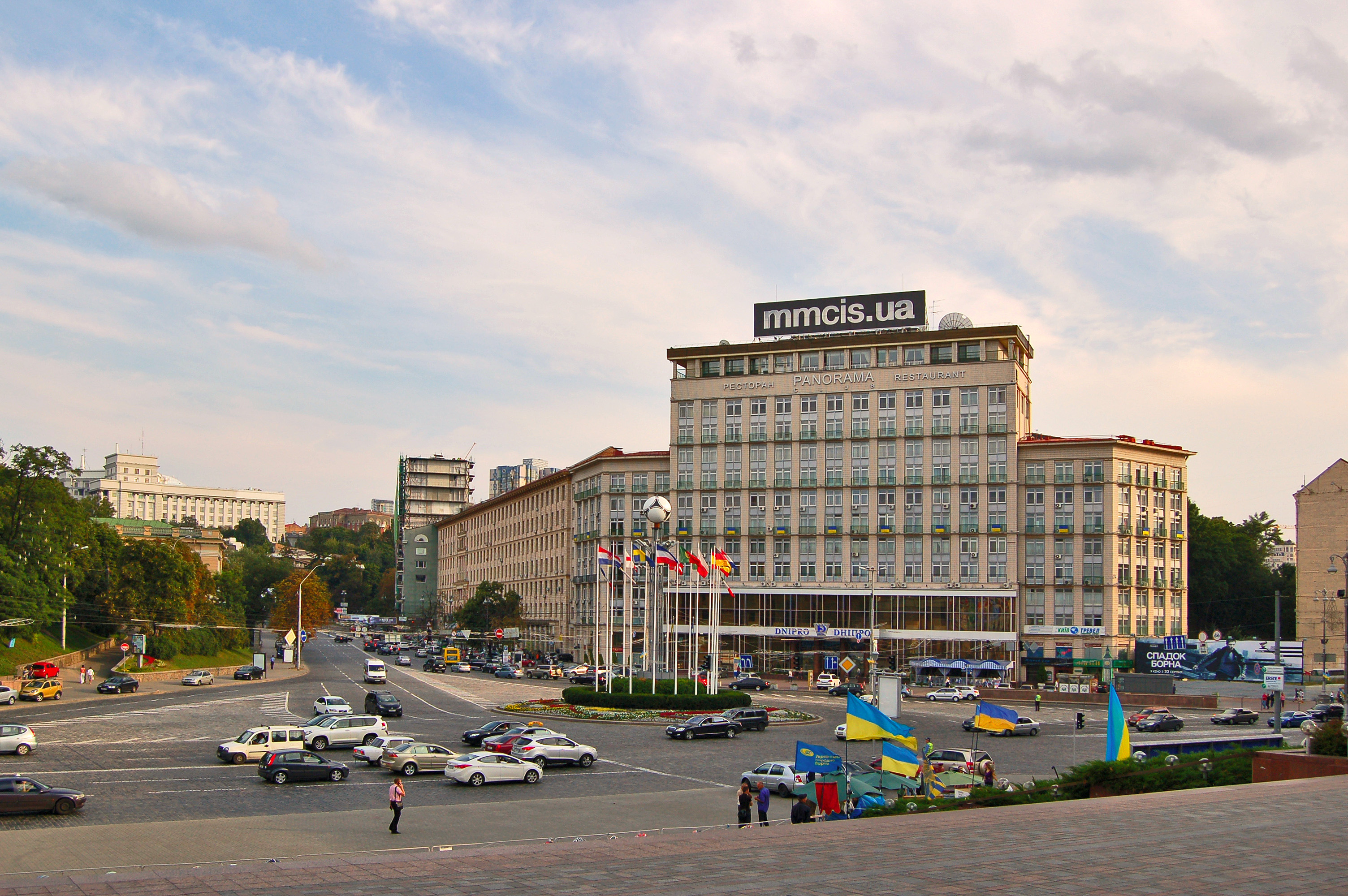
Hotel Dnipro à Kiev (1959-1964)
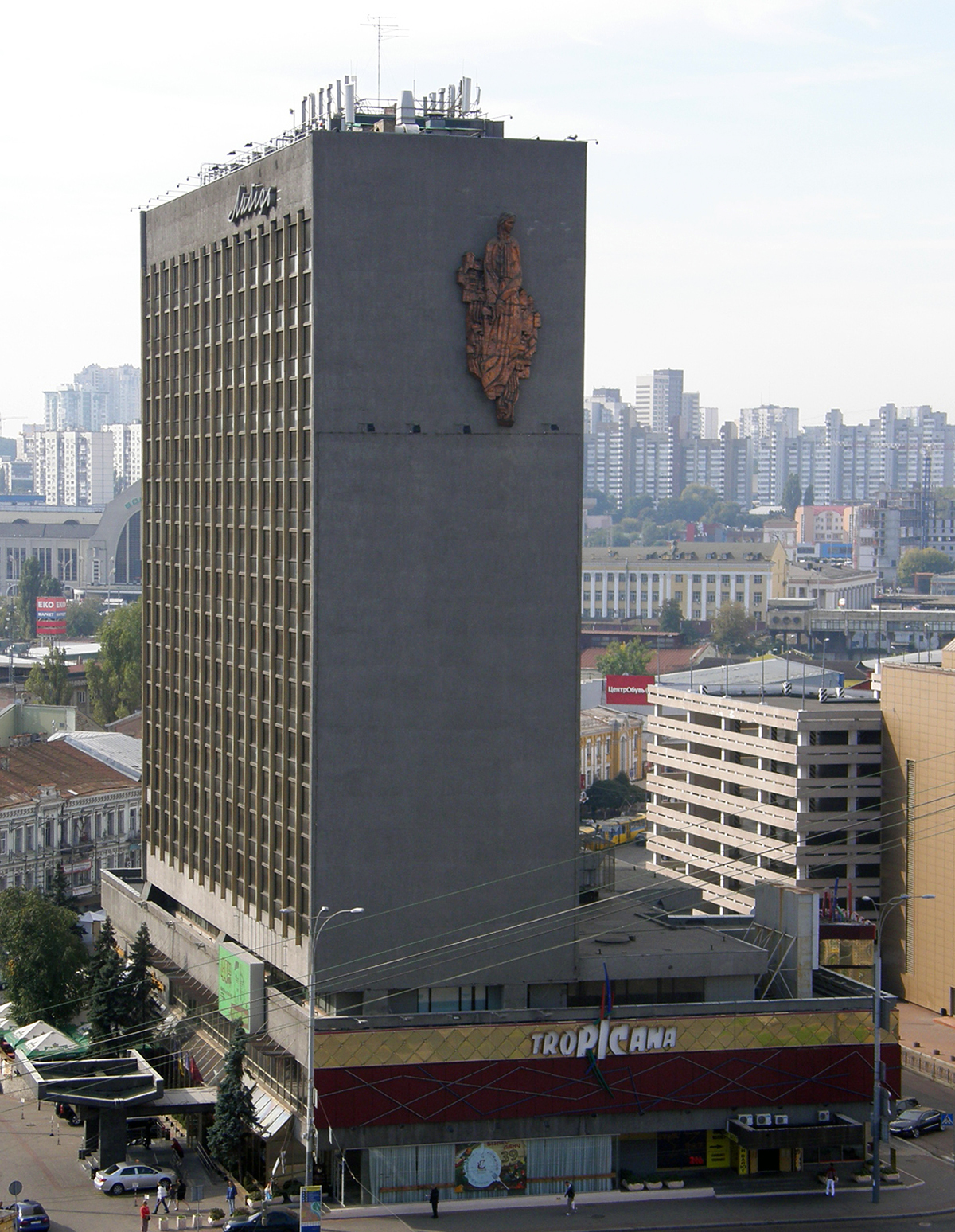
Hotel Lybid à Kiev (1965-1970)